# Phơi nhiễm âm thanh
Phơi nhiễm âm thanh là tích phân theo thời gian của áp suất âm thanh bình phương. Đơn vị SI của phơi nhiễm âm thanh là pascal bình phương nhân giây (Pa2·s).

## Định nghĩa toán học
Phơi nhiễm âm thanh, ký hiệu là E, được định nghĩa bằng
{\displaystyle E=\int _{t_{0}}^{t_{1}}p(t)^{2}\,\mathrm {d} t,}
trong đó
- sự phơi nhiễm được tính với khoảng thời gian giữa thời gian t0 và t1;
- p(t) là áp suất âm thanh tại thời gian t, thường là gia quyền A đối với âm thanh trong không khí.

## Mức độ phơi nhiễm âm thanh
Mức độ phơi nhiễm âm thanh (SEL) là một đo đạc loga của phương nhiễm âm thanh của một âm thanh so với một giá trị tham chiếu.

Mức độ phơi nhiễm âm thanh, ký hiệu là LE và được đo bằng dB, được định nghĩa bởi
{\displaystyle L_{E}={\frac {1}{2}}\ln \!\left({\frac {E}{E_{0}}}\right)\!~\mathrm {Np} =\log _{10}\!\left({\frac {E}{E_{0}}}\right)\!~\mathrm {B} =10\log _{10}\!\left({\frac {E}{E_{0}}}\right)\!~\mathrm {dB} ,}
trong đó
- E là phơi nhiễm âm thanh;
- E0 là phơi nhiễm âm thanh tham chiếu;
- 1 Np = 1 là neper;
- 1 B = 1/2 ln 10 là bel;
- 1 dB = 1/20 ln 10 là decibel.

Giá trị phơi nhiễm âm thanh trong không khí tham chiếu thường được sử dụng là
{\displaystyle E_{0}=400~\mathrm {\mu Pa^{2}\cdot s} .}
Ký hiệu chính xác của mức độ phơi nhiễm âm thanh sử dụng tham chiếu này là LW/(400 μPa2⋅s) hoặc LW (re 400 μPa2⋅s), nhưng ký hiệu dB SEL, dB(SEL), dBSEL, hoặc dBSEL rất phổ biến, kể các nếu chúng không được chấp nhận bởi hệ SI.